# André de Paula
André Carlos Alves de Paula Filho (né le 22 juillet 1961 à Recife) est un avocat et homme politique brésilien. Il est président régional du Parti social-démocrate, membre de la Chambre des députés de Pernambuc et ministre de la Pêche et de l'Aquaculture.

## Biographie
Fils d'André Carlos Alves de Paula et de Maria Cândida Moura, il obtient sa licence de droit à l'Université fédérale du Pernambouc en 1986.
Il comme sa vie politique alors qu'il est encore étudiant, lorsqu'il rejoint le Parti démocratique social en 1982. Il y reste jusqu'en 1988, date à laquelle il passe au Parti du Front libéral. Dans ce parti, il est élu pour la première fois conseiller municipal constituant et membre de l'Assemblée législative de Pernambouc en 1991. En 1999, il siège à la Chambre des députés et est réélu en 2002, 2006 et 2010.
André de Paula dirige les Secrétariats du Travail et de l'Action Sociale et de la Production Rurale et de la Réforme Agraire de Pernambouc.
Il est réélu à la Chambre en 2014 pour la 55e législature. Il vote pour la destitution de Dilma Rousseff. Sous la présidence de Michel Temer, il vote pour l'amendement constitutionnel du plafonnement des dépenses publiques. En avril 2017, il se montre favorable à la Réforme travailliste,. En août 2017, André de Paula se déclare favorable au processus d'enquête contre le président Michel Temer,.
En décembre 2014, il est nommé au Secrétariat des Villes par le gouverneur Paulo Câmara, remplacé à la Chambre par Carlos Eduardo Cadoca. Cependant, le 23 août 2016, il est remplacé au poste de Secrétaire par Francisco Antônio Souza Papaléo, en raison de son intention de briguer un nouveau mandat en 2018, démarche qui est couronnée de succès.
Le 1er janvier 2023, il démissionne de la Chambre des députés pour être nommé ministre de la Pêche et de l'Aquaculture par le président Luiz Inácio Lula da Silva. En juin, il est promu par Lula au plus haut degré de l'Ordre du mérite de la défense.